# Hof van Beroep voor het 3e circuit
Het Hof van Beroep voor het 3e circuit (Engels: United States Court of Appeals for the Third Circuit) is een Amerikaanse federale rechtbank die beroepszaken behandelt afkomstig uit de staten die samen het zogeheten derde circuit vormen: Pennsylvania, Delaware en New Jersey en het district van de Amerikaanse Maagdeneilanden. Het gerechtshof biedt plaats aan veertien permanente rechters, waarvan momenteel twee zetels vacant zijn, en heeft daarnaast nog tien rechters die de senior status hebben en dus parttime werken. Het gerechtsgebouw bevindt zich in Philadelphia, Pennsylvania. Circuit justice voor het 3e circuit is rechter Samuel Alito.